# 松本しげのぶ
松本 しげのぶ（まつもと しげのぶ、1973年2月15日 - ）は、日本の漫画家。男性。和歌山県出身。

## 略歴
1990年に『登校一番!!』で小学館新人コミック大賞児童部門佳作を受賞した後、『すーぱーぷよぷよ』で『月刊コロコロコミック』にデビュー。
1994年から2000年まで『月刊コロコロコミック』の読者コーナー「コロコロファンクラブ」でイラストを担当。
1995年に『別冊コロコロコミック』で初の連載作品『正義の人ジャケティス』を連載。
1997年に『別冊コロコロコミック』で初の単行本刊行作品『おどろき!ももの木笑店街』を開始（1999年に終了）。
1999年からはカードゲーム『マジック:ザ・ギャザリング』を話の主題に据えた『デュエル・マスターズ』の連載を開始し、2011年まで連載されていた（2005年4月号から『デュエル・マスターズFE』に改題、2008年7月号から「デュエル・マスターズSX」に改題された）。『デュエル・マスターズ』はカードゲーム化から始まりテレビ東京でTVアニメや映画、コンピュータゲームとなるほどの人気作品となった。
2021年、『デュエル・マスターズ』シリーズが第66回小学館漫画賞児童向け部門を受賞。

## 人物

### 漫画制作
松本は「主人公がつらいときは本当にボロボロになる」ほど執筆の際には漫画の世界に入り込む。「その世界に入り続けて描ける」週刊の雑誌ではなく、月刊誌の『コロコロコミック』で描いているため、「1カ月空くので、一度現実の世界に戻っちゃう」といい。「ネームを描く時にまた過酷な世界に入らないといけなくて、それがすごくしんどかった」と松本は話している。そのため若いころは大変な思いをしていたが、2024年時点では「経験を重ねてだいぶコントロールできるように」なっている。泣く表情や笑う表情を描く際は松本も似た顔になるが、怒る表情は真顔で描いている。

## 作品リスト

### 連載
- 正義の人ジャケティス（『別冊コロコロコミック』1995年6月号 - 10月号[4]） - 『おどろき！ももの木笑店街』3巻に併録。
- 世紀末ごくらく寺（『別冊コロコロコミック』1995年12月号[5] - 1996年2月号[5]）
- おどろき!ももの木笑店街（『別冊コロコロコミック』1996年6月号[5] - 1999年4月号[5]）
- デュエル・マスターズ（『月刊コロコロコミック』1999年5月号 - 2005年3月号）
  - デュエル・マスターズFE（『月刊コロコロコミック』2005年4月号 - 2008年6月号）
  - デュエル・マスターズSX（『月刊コロコロコミック』2008年7月号 - 2011年3月号）
  - デュエル・マスターズ ビクトリー（『月刊コロコロコミック』2011年4月号 - 2014年3月号）
  - デュエル・マスターズVS（『月刊コロコロコミック』2014年4月号 - 2017年2月号）
  - デュエル・マスターズ（2017年版）（『月刊コロコロコミック』2017年3月号 - 2020年2月号）
  - デュエル・マスターズ キング（『月刊コロコロコミック』2020年3月号 - 2022年8月号[7]）
  - デュエル・マスターズWIN（『月刊コロコロコミック』2022年9月号[8] - ）
- デュエル・マスターズ外伝（『別冊コロコロコミック』2001年10月号 - 2005年4月号）
- 新星輝デュエル・マスターズ フラッシュ（『別冊コロコロコミック』2006年4月号 - 2007年2月号）
- 大長編デュエル・マスターズ（『別冊コロコロコミック』）
- 錬人-レンジン-（『コロコロG』1号 - ） - 掲載誌の休刊により中断。
- ゲゲゲの鬼太郎（原作：水木しげる、『別冊コロコロコミック』2018年6月号[9] - 2020年2月号）
- 切札勝舞はマジック：ザ・ギャザリングを使いつづける（漫画：コーヘー、『コロコロアニキ』2018年秋号[10] - 2021年春号[11]） - 原作担当。
- Duel Masters LOST 〜追憶の水晶〜（作画：金林洋、『週刊コロコロコミック』2024年2月1日[12] - ） - 原作担当[12]。
- ウルトラマン：アロング・ケイム・ア・スパイダーマン（原案：円谷プロ、協力：大石真司、作画：緋呂河とも、『週刊コロコロコミック』2024年8月14日[13] - ） - シナリオ担当[13]。
- バトルミー（作画：ささきゆうちゃん、『週刊コロコロコミック』2024年10月5日[14] - ） - ネーム担当[15]。

### 読み切り
- すーぱーぷよぷよ ぎゃぐまどう物語（『月刊コロコロコミック』1993年増刊新年号[16]、『月刊コロコロコミック』1993年2月号[16]） - デビュー作[1]。
- ジャングルジム（『別冊コロコロコミック』1994年12月号[17]）
- おかしなプクリン（『別冊コロコロコミック』1995年2月号[17]）
- シャドウ（『別冊コロコロコミック』1994年6月号[18]） - 『おどろき！ももの木笑店街』3巻に併録。
- でろでろブータン（『別冊コロコロコミック』1999年6月号）

### 書籍
- 『おどろき!ももの木笑店街』、小学館〈てんとう虫コミックス〉1997年 - 1999年、全3巻
- 『デュエル・マスターズ』、小学館〈てんとう虫コミックス〉1999年 - 2005年、全17巻
  - 『デュエル・マスターズFE』、小学館〈てんとう虫コミックス〉2005年 - 2008年、全12巻
  - 『デュエル・マスターズSX』、小学館〈てんとう虫コミックス〉2009年 - 2011年、全9巻
  - 『デュエル・マスターズ ビクトリー』、小学館〈てんとう虫コミックス〉2011年 - 2014年、全10巻
  - 『デュエル・マスターズVS』、小学館〈てんとう虫コミックス〉2014年 - 2017年、全12巻
  - 『デュエル・マスターズ』（2017年版）、小学館〈てんとう虫コミックス〉2017年 - 2020年、全11巻
  - 『デュエル・マスターズ キング』、小学館〈てんとう虫コミックス〉2020年 - 2022年、全8巻
  - 『デュエル・マスターズWIN』、小学館〈てんとう虫コミックス〉2023年 - 、既刊7巻（2025年2月27日現在）
- 『デュエル・マスターズ外伝』、小学館〈てんとう虫コミックス〉2005年、全1巻
- 『新星輝デュエル・マスターズ フラッシュ』、小学館〈てんとう虫コミックス〉2007年、全1巻
- 『大長編デュエル・マスターズ』、小学館〈てんとう虫コミックス〉2009年 - 2011年、全3巻
- 『錬人-レンジン-』、小学館〈てんとう虫コミックス〉2011年 - 、既刊1巻
- 『ゲゲゲの鬼太郎』、原作：水木しげる、小学館〈てんとう虫コミックス〉2019年 - 2020年、全2巻
- 『切札勝舞はマジック：ザ・ギャザリングを使いつづける』、漫画：コーヘー、小学館〈コロコロアニキコミックス〉2020年 - 2021年、全2巻
- 『ウルトラマン：アロング・ケイム・ア・スパイダーマン』、原案：円谷プロ、協力：大石真司、作画：緋呂河とも、小学館〈ビッグコミックス〉2024年 - 、既刊2巻（2025年4月30日現在）
- 『Duel Masters LOST 〜月下の死神〜』、作画：金林洋、小学館〈てんとう虫コミックス〉2025年、全2巻
- 『バトルミー』、作画：ささきゆうちゃん、小学館〈てんとう虫コミックス〉2025年 - 、既刊1巻（2025年3月28日現在）

## 関連人物
コーヘー
元アシスタント。